# Laura Montoya
Santa Laura Montoya (26 de maio de 1874 - 21 de outubro de 1949) - conhecida na religião como Laura de Santa Catarina de Siena - era uma religiosa católica romana colombiana e fundadora da Congregação das Irmãs Missionárias da Imaculada Virgem Maria e Santa Catarina de Siena (1914). Ela era bem conhecida por seu trabalho com os povos indígenas e por atuar como um forte modelo para as meninas sul-americanas.
O Papa João Paulo II a beatificou em 2004 e o Papa Francisco a canonizou como santa em meados de 2013. Montoya é a primeira colombiana a ser canonizada.

## Vida

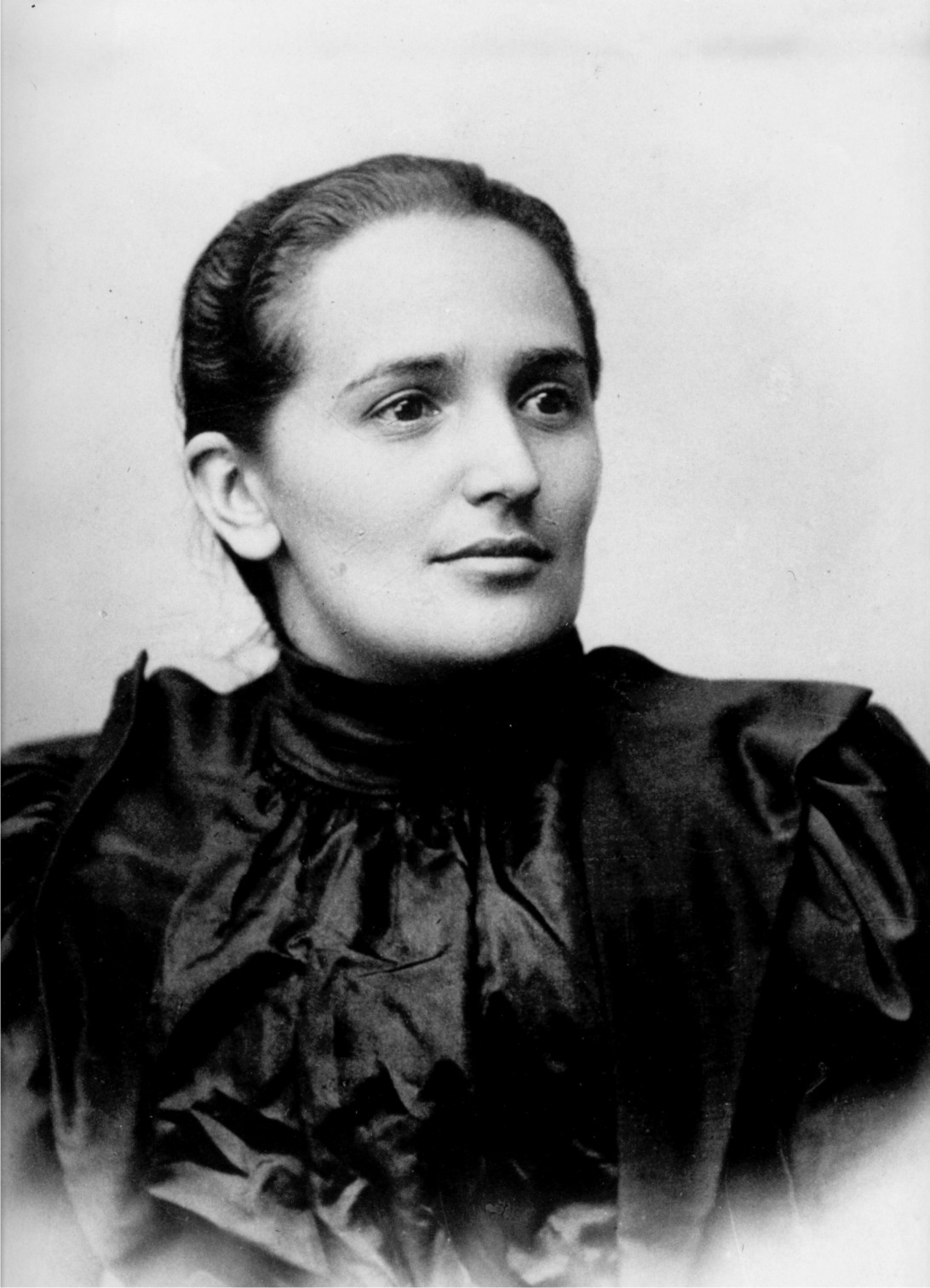
Santa Laura como professora.

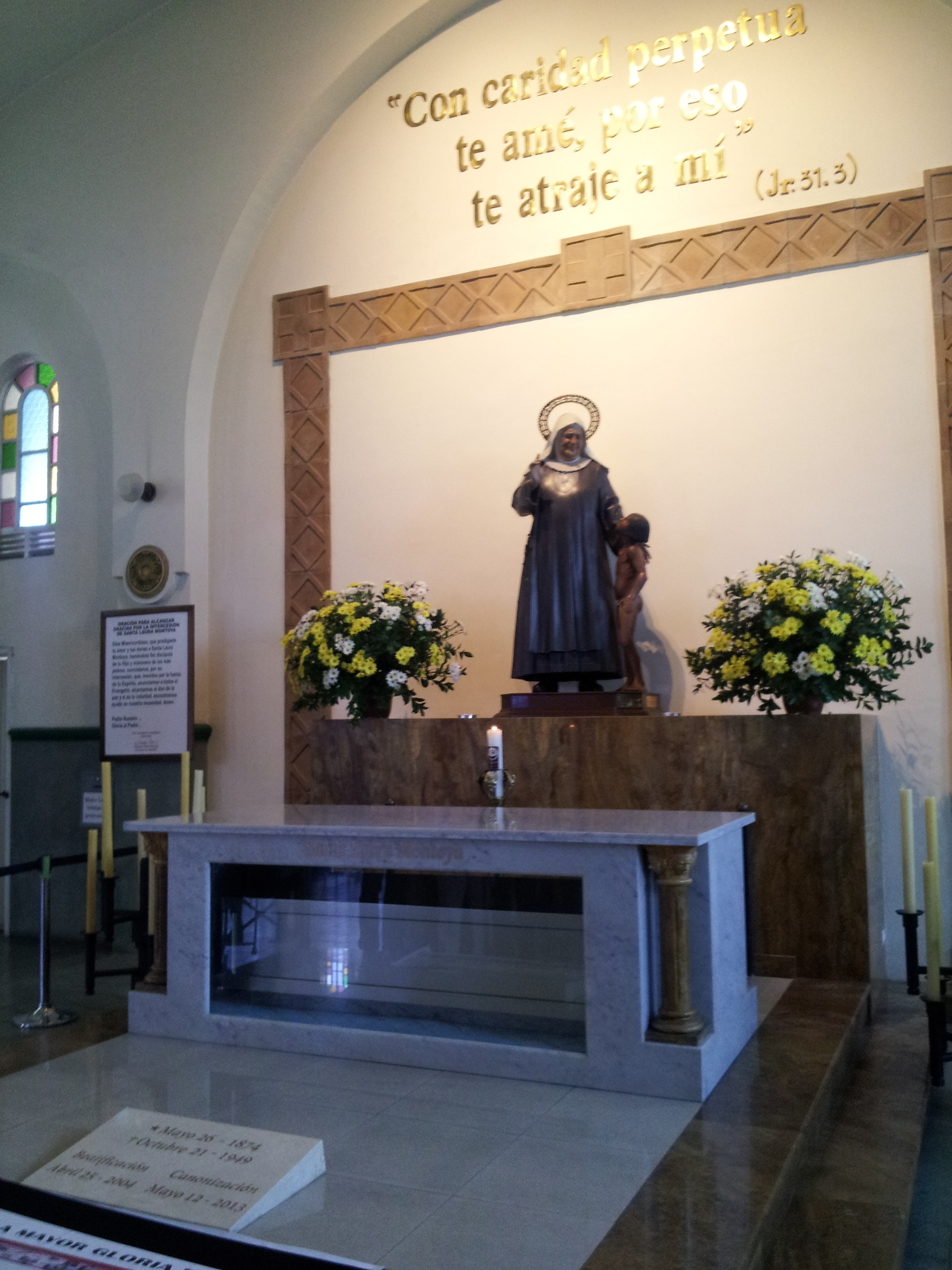
Santuário com seu túmulo em Medellín.

María Laura de Jesús Montoya Upegui nasceu em 26 de maio de 1874 em Jericó, nos Estados Unidos da Colômbia, como a segunda de três filhos de Juan de la Cruz Montoya e Dolores Upegui; ela foi batizada naquele mesmo dia. Seus irmãos eram a irmã mais velha Carmelina e o irmão mais novo Juan de la Cruz; uma prima materna foi Luisa Upegui. Durante a Guerra Civil Colombiana de 1876, seu pai foi morto e a família ficou pobre por causa disso. Portanto, ela foi enviada para viver com sua avó materna; seu avô era Lucio Upegui.
Em 1881, a precária condição econômica fez com que fosse enviada a um orfanato administrado por sua tia materna, Irmã María de Jesús Upegui. Esta tia, em 1890, inscreveu-a na "Normale de Institutoras" de Medellín para receber treinamento para se tornar uma professora escolar como meio de obter uma renda para sustentar as dificuldades financeiras que sua mãe enfrentava. Foi educada na Escuela de Espíritu Santo em Amalfi e depois em Medellín. Em 1886 ela foi morar em uma fazenda para cuidar de uma tia doente e foi aí que começou seu desejo de se tornar religiosa. Montoya se formou como professora em 1893.
Em 1908 começou a trabalhar com os indígenas das regiões de Uraba e Sarare, onde fundou as "Obras dos Índios". Montoya queria se tornar uma freira carmelita de clausura, mas sentiu crescendo dentro dela o desejo de espalhar o Evangelho para aqueles que nunca haviam conhecido Jesus Cristo. Montoya queria eliminar a discriminação racial existente e se sacrificar para levar o amor e os ensinamentos de Cristo.
Em 14 de maio de 1917, deu início à "Congregação das Irmãs Missionárias da Imaculada Virgem Maria e Santa Catarina de Sena". Ela deixou Medellín com outras quatro mulheres e foi para Dabeiba viver entre os índios. Embora esta nova ordem tivesse o apoio do Bispo de Santa Fé de Antioquia, foi criticada até mesmo entre grupos cristãos.
Montoya morreu após uma doença prolongada em 21 de outubro de 1949 em Medellín, na Colômbia. Os últimos nove anos de sua vida foram vividos em uma cadeira de rodas por causa disso. Sua ordem atualmente opera em um total de dezenove países nas Américas, bem como na África e na Europa.

## Santidade

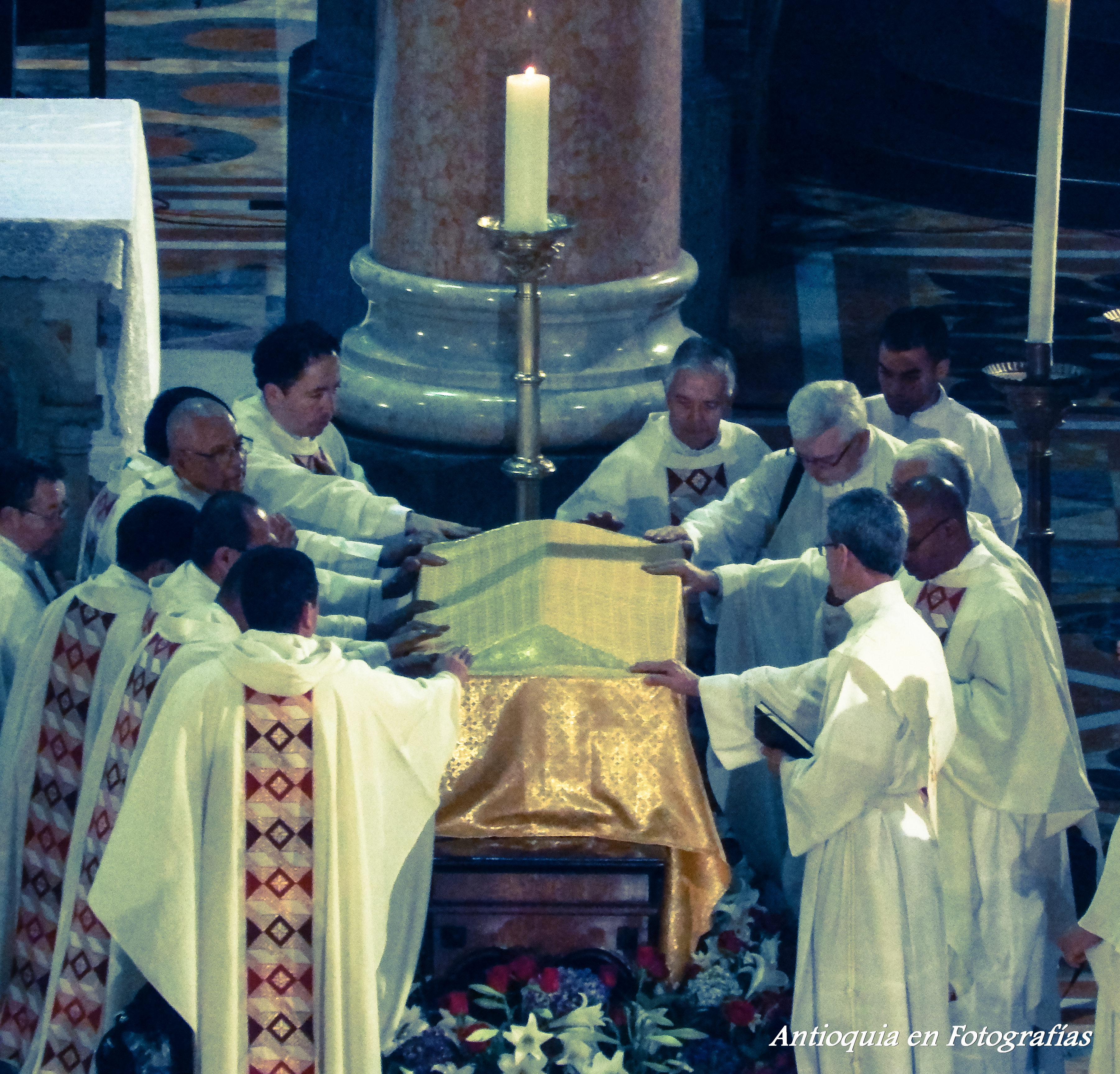
Padres venerando suas relíquias na Catedral Metropolitana de Medellín.

O processo de santificação foi iniciado em Medellín em um processo informativo que o Arcebispo Tulio Botero Salazr abriu em 24 de junho de 1963 e depois encerrou em 14 de maio de 1964; mais tarde, os teólogos coletaram e aprovaram seus escritos espirituais em 22 de junho de 1973, após avaliar que tais escritos estavam de acordo com a doutrina. Um processo apostólico foi então realizado lá de 16 de agosto de 1976 a 19 de dezembro de 1977, enquanto este e o processo informativo foram validados pela Congregação para as Causas dos Santos em 22 de janeiro de 1982.
Montoya recebeu o título de Servo de Deus sob o Papa Paulo VI em 5 de abril de 1976, com a introdução formal da causa.
A postulação submetia a Positio a CCS em 1988, o que permitia aos teólogos emitir o seu parecer favorável à causa em 12 de Dezembro de 1989 e a CCS aprová-la também em 23 de Outubro de 1990. Montoya foi intitulada Venerável em 22 de janeiro de 1991, depois que o Papa João Paulo II confirmou que ela levava uma vida modelo de virtudes heróicas.
O milagre necessário para a beatificação foi localizado e investigado na diocese de sua origem e recebeu a validação CCS em 25 de janeiro de 2002 em Roma, enquanto um conselho médico posteriormente aprovou este milagre em 17 de outubro de 2002; teólogos seguiram o exemplo em 1 de abril de 2003, assim como a CCS em 3 de junho de 2003. João Paulo II aprovou esta cura como um milagre credível atribuído à intercessão de Montoya em 7 de julho de 2003 e posteriormente a beatificou em 25 de abril de 2004 na Praça de São Pedro. O milagre da beatificação envolveu a cura de uma mulher (86 anos) de câncer uterino em 1994.
O segundo milagre - e aquele necessário para a santificação completa - foi investigado e mais tarde recebeu validação em 7 de novembro de 2008. A junta médica deu seu parecer favorável em 14 de junho de 2012, enquanto teólogos também o aprovaram em 12 de outubro de 2012; a CCS emitiu a sua própria aprovação em 10 de dezembro de 2012. O Papa Bento XVI aprovou isso em 20 de dezembro de 2012 e programou sua canonização em um consistório em 11 de fevereiro de 2013 - que incluiu a renúncia do pontífice.
O sucessor do papa aposentado, o Papa Francisco, a canonizou como santa em 12 de maio de 2013. O milagre da canonização envolve a cura do Dr. Carlos Eduardo Restrepo, que sofria de lúpus, lesões renais e degeneração muscular. O médico teria ficado curado após solicitar a intercessão do então beatificado Montoya.

A postuladora na época da canonização de Montoya era a Dra. Silvia Mónica Correale.